# Ostnokožci
Ostnokožci (Echinodermata) je kmen středně velkých druhoústých živočichů, jehož zástupci žijí v mořích a oceánech po celém světě (většinou v těch s vyšší salinitou). Tělo dospělců je paprsčitě (radiálně) souměrné, nicméně larvy jsou bilaterálně souměrné. V jejich podkoží se vytvářejí vápenaté destičky, které mohou splývat v pevný krunýř nebo vybíhat na povrch jako ostny. Vědecký název „Echinodermata“ pochází z řec. slov echinos, trnitý, a derma, kůže.

## Počet druhů
Ostnokožci jsou velmi prastarou a evolučně úspěšnou skupinou živočichů. Je známo přes 7000 současných druhů, dalších asi 13 000 je známo z fosilního záznamu. Mnoho zkamenělin těchto druhů je často nacházeno i na území ČR. Druhově nejpočetnější jsou hadice.

## Stavba těla

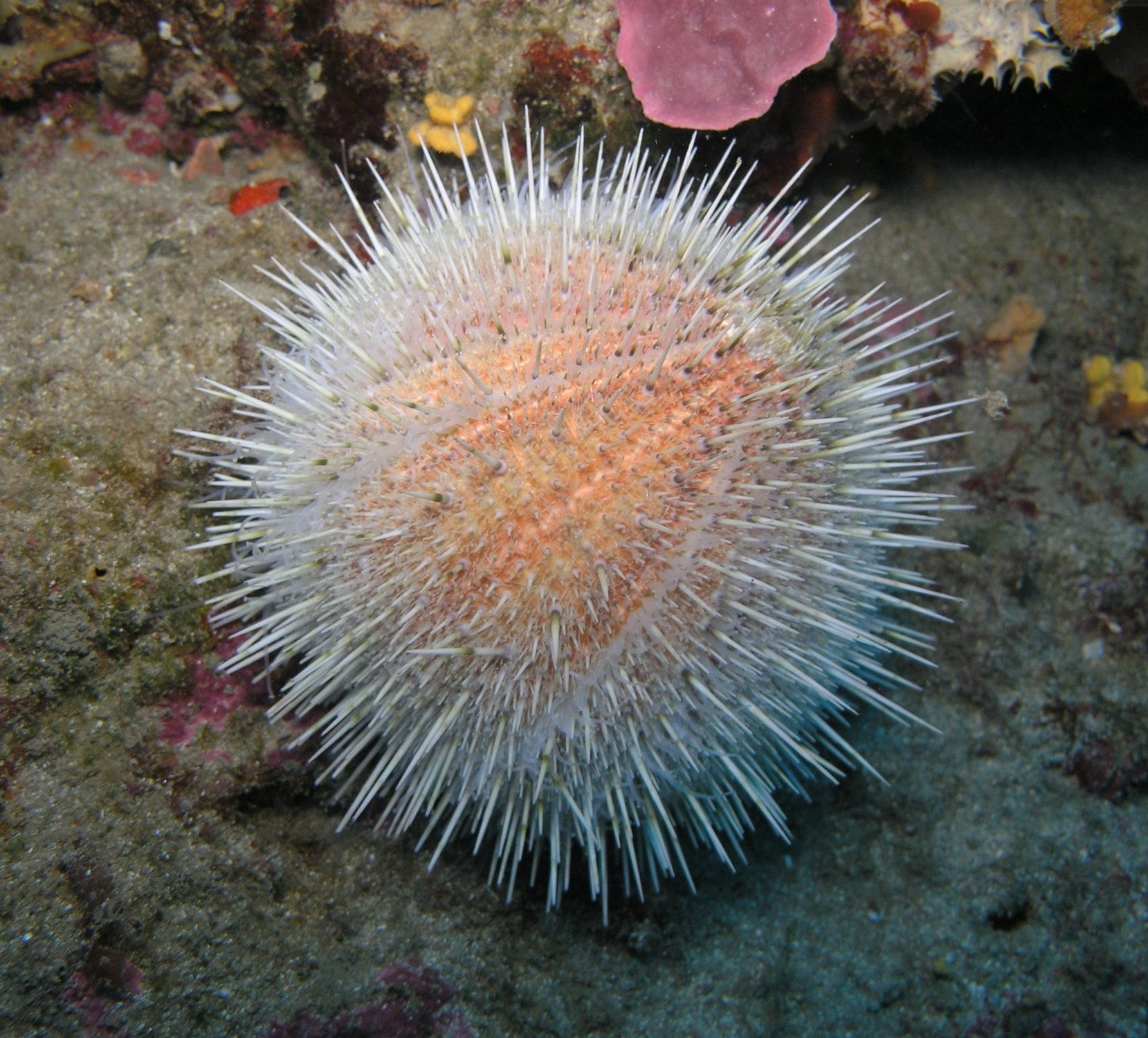
Mořská ježovka zaoblená (Echinus melo)

Ostnokožci jsou různorodí tvorové o velikosti těla od méně než 1 cm až po různé hvězdice o velikosti přesahující 1 metr či sumýše s rozsahem těla převyšujícím 2 metry. Tělo dospělých ostnokožců je paprsčitě souměrné (v podstatě stavěné na čísle 5). U hvězdic je tento typ tělní stavby dobře patrný, protože z prostřední části (kde je ústní otvor) vybíhá pět ramen (tzv. ambulaker, jedn. č. ambulacrum). Jiní ostnokožci (např. sumýši nebo ježovky) nemají svá „ramena“ oddělena, ale při bližším pohledu na stavbu těla je pětičetné uspořádání patrné i u nich. Přesto není pětičetné uspořádání dokonalé, a je tedy zřejmé, že se vyvinulo až druhotně. Například ústní otvor se otevírá vždy trochu mimo centrum těla, v oblasti mezi kořeny dvou ramen. Tento prvek nesouměrnosti umožňuje číslovat jednotlivá ramena.
Uvnitř těla se nachází rozvětvená síť coelomálních kanálků – tzv. ambulakrální systém, které usnadňují vnitřní koloběh látek a zároveň slouží jako hydraulický systém, jenž napomáhá pohybu. Původní funkce ambulakrální soustavy byla zřejmě trávicí, u dnešních ostnokožců panožky slouží k pohybu, jako smyslový orgán (hmat) nebo k dýchání. Oběhový systém je tvořen soustavou trubic, která kopíruje vodní kanálky, stejně tak jako nervový systém, který je decentralizovaný. Ambulakrální kanálky ústí do panožek, přičemž při vytlačení vody se mohou přisát k podkladu, při nasátí se uvolní. V kanálcích proudí mořská voda, kterou tělo přijímá „sítkem“ (madreporit) u řitního otvoru. Trávicí soustava je trubicovitá nebo vakovitá, ústní otvor je na spodní části těla. Z orgánů umožňujících orientaci v prostředí jsou vyvinuty primitivní hmatové, čichové, polohové (sferidia) a zrakové ústroje (oční destičky rozlišující světlo a tmu). U některých ostnokožců nicméně smyslové orgány zcela chybějí.

## Vývoj

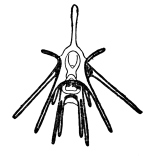
Pluteus, larva ježovky

Ostnokožci jsou většinou gonochoristé s vnějším oplozením, vývoj probíhá přes dipleurní larvy (nepřímý vývoj). Protože jejich vývoj byl dobře prostudován, slouží často jako modelové organismy embryologie (zejména ježovky). Mají schopnost regenerace.

## Zástupci
Zahrnuje třídy:
- lilijice (Crinoidea)
- hvězdice (Asteroidea)
- hadice (Ophiuroidea)
- ježovky (Echinoidea)
- sumýši (Holothuroidea)